# Omacatl Macula
L'Omacatl Macula è una struttura geologica della superficie di Titano.